# Fußball-Weltmeisterschaft der Frauen 1995/Deutschland
Dieser Artikel behandelt die deutsche Nationalmannschaft bei der Fußball-Weltmeisterschaft der Frauen 1995 in Schweden.

## Qualifikation
Die deutsche Auswahl qualifizierte sich über die Europameisterschaft 1995 für die Weltmeisterschaft. Für die Weltmeisterschaft 1999 setzte die UEFA erstmals Qualifikationsspiele an.

## Aufgebot
| Nr.        | Name               | Verein vor WM-Beginn   | Geburtstag | Spiele   | Tore     |          |          |          |
| Torhüter   | Torhüter           | Torhüter               | Torhüter   | Torhüter | Torhüter | Torhüter | Torhüter | Torhüter |
| ---------- | ------------------ | ---------------------- | ---------- | -------- | -------- | -------- | -------- | -------- |
| 20         | Christine Francke  | TuS Ahrbach            | 12.06.1974 | 0        | 0        | 0        | 0        | 0        |
| 01         | Manuela Goller     | Grün-Weiß Brauweiler   | 05.01.1971 | 6        | 0        | 0        | 0        | 0        |
| 12         | Katja Kraus        | FSV Frankfurt          | 23.11.1970 | 0        | 0        | 0        | 0        | 0        |
| Abwehr     |                    |                        |            |          |          |          |          |          |
| 03         | Birgitt Austermühl | FSV Frankfurt          | 08.10.1965 | 6        | 0        | 0        | 0        | 0        |
| 02         | Anouschka Bernhard | FSV Frankfurt          | 05.10.1970 | 6        | 1        | 0        | 0        | 0        |
| 15         | Claudia Klein      | Grün-Weiß Brauweiler   | 24.09.1971 | 0        | 0        | 0        | 0        | 0        |
| 14         | Sandra Minnert     | FSV Frankfurt          | 07.04.1973 | 1        | 0        | 0        | 0        | 0        |
| 04         | Dagmar Pohlmann    | FSV Frankfurt          | 07.02.1972 | 6        | 0        | 0        | 0        | 0        |
| 17         | Tina Wunderlich    | SG Praunheim           | 10.10.1977 | 1        | 0        | 0        | 0        | 0        |
| Mittelfeld |                    |                        |            |          |          |          |          |          |
| 05         | Ursula Lohn        | TuS Ahrbach            | 07.11.1966 | 6        | 1        | 0        | 0        | 0        |
| 06         | Maren Meinert      | FC Rumeln-Kaldenhausen | 05.08.1973 | 6        | 2        | 0        | 0        | 0        |
| 10         | Silvia Neid        | TSV Siegen             | 02.05.1964 | 6        | 1        | 0        | 0        | 0        |
| 19         | Sandra Smisek      | FSV Frankfurt          | 03.07.1977 | 1        | 0        | 0        | 0        | 0        |
| 07         | Martina Voss       | FC Rumeln-Kaldenhausen | 22.12.1967 | 6        | 1        | 0        | 0        | 0        |
| 08         | Bettina Wiegmann   | Grün-Weiß Brauweiler   | 07.10.1971 | 6        | 3        | 0        | 0        | 0        |
| 18         | Pia Wunderlich     | SG Praunheim           | 26.01.1975 | 4        | 0        | 0        | 0        | 0        |
| Angriff    |                    |                        |            |          |          |          |          |          |
| 11         | Patricia Brocker   | TuS Niederkirchen      | 07.04.1966 | 5        | 0        | 0        | 0        | 0        |
| 13         | Melanie Hoffmann   | FC Rumeln-Kaldenhausen | 29.11.1974 | 0        | 0        | 0        | 0        | 0        |
| 09         | Heidi Mohr         | TuS Ahrbach            | 29.05.1967 | 6        | 3        | 0        | 0        | 0        |
| 16         | Birgit Prinz       | FSV Frankfurt          | 25.10.1977 | 6        | 1        | 0        | 0        | 0        |
| Trainer    |                    |                        |            |          |          |          |          |          |
|            | Gero Bisanz        |                        | 03.11.1935 |          |          |          |          |          |

## Die deutschen Spiele

### Vorrunde
- Deutschland – Japan  1:0 (1:0) (Karlstad, 3.824 Zuschauer, 5. Juni 1995)

Ein Treffer von Silvia Neid in der 24. Minute reichte für den Auftaktsieg gegen Japan.
Die deutsche Mannschaft spielte in folgender Aufstellung: Goller – Bernhard, Austermühl, Pohlmann – Lohn, Meinert, Neid, Voss (65. Prinz), Wiegmann – Mohr, Brocker (83. Hoffmann)
- Schweden – Deutschland  3:2 (0:2) (Helsingborg, 5.848 Zuschauer, 7. Juni 1995)

Bereits nach 9 Minuten brachte Bettina Wiegmann die deutsche Elf per Elfmeter in Führung. Kurz vor dem Halbzeitpfiff erhöhte Ursula Lohn auf 2:0 und es sah nach einem Sieg für die DFB-Elf aus. Erst nach 71 Minute konnte Andersson den Anschlusstreffer erzielen. Unkonzentriertheiten in der Schlussphase kosteten der deutschen Elf den Sieg. Pia Sundhage und noch einmal Andersson sorgten für den Sieg der Gastgeber.
Die deutsche Mannschaft spielte in folgender Aufstellung: Goller – Bernhard, Austermühl, Pohlmann – Lohn, Meinert, Neid, Voss (90. Minnert), Wiegmann – Mohr, Brocker (58. Prinz)
- Deutschland – Brasilien  6:1 (3:1) (Karlstadt, 3.203 Zuschauer, 9. Juni 1995)

Deutschland ging nach fünf Minuten durch Birgit Prinz in Führung. Kurz nach dem Ausgleich durch de Belo brachte Meinert die deutsche Elf wieder in Front. Nach 43 Minuten sorgte Wiegmann per Elfmeter für die Vorentscheidung. In der Schlussviertelstunde erzielten Mohr (2) und Bernhard drei weitere Treffer. Damit war die deutsche Auswahl Gruppensieger.
Die deutsche Mannschaft spielte in folgender Aufstellung: Goller – Bernhard, Austermühl (46. T. Wunderlich), Pohlmann – Lohn, Meinert (71. Brocker), Neid, Voss, Wiegmann (80. P. Wunderlich) – Mohr, Prinz

### Viertelfinale
- Deutschland – England  3:0 (1:0) (Västerås, 2.317 Zuschauer, 13. Juni 1995)

Gegen Ende der ersten Halbzeit erzielte Voss die beruhigende Führung. Im zweiten Durchgang kam die deutsche Elf durch Meinert und Mohr zu einem ungefährdeten 3:0-Sieg.
Die deutsche Mannschaft spielte in folgender Aufstellung: Goller – Bernhard, Minnert, Pohlmann – Lohn, Meinert (85. P. Wunderlich), Neid, Voss, Wiegmann – Mohr, Prinz (67. Brocker)

### Halbfinale
- China – Deutschland  0:1 (0:0) (Helsingborg, 3.629 Zuschauer, 15. Juni 1995)

Lange Zeit rannte die deutsche Elf vergeblich gegen das chinesische Abwehrbollwerk an. Erst in der 79. Minute gelang Bettina Wiegmann der Durchbruch und erzielte den Siegtreffer. Zum ersten Mal erreichte die deutsche Elf das Finale. Silvia Neid absolvierte ihr 100. Länderspiel.
Die deutsche Mannschaft spielte in folgender Aufstellung: Goller – Bernhard, Austermühl, Pohlmann – Lohn, Meinert, Neid, Voss, Wiegmann – Mohr, Prinz (83. P. Wunderlich)

### Finale
- Deutschland – Norwegen  0:2 (0:2) (Solna, 17.358 Zuschauer, 18. Juni 1995)

Bei strömenden Regen sorgte ein norwegischer Doppelschlag kurz vor der Halbzeit für die Entscheidung. Hege Riise und Pettersen erzielten die Tore für die Norwegerinnen.
Die deutsche Mannschaft spielte in folgender Aufstellung: Goller – Bernhard, Austermühl, Pohlmann – Lohn, Meinert (85. Smisek), Neid, Voss, Wiegmann – Mohr, Prinz (43. Brocker)